# Souroubea gilgii
Souroubea gilgii är en tvåhjärtbladig växtart som beskrevs av A. Richter. Souroubea gilgii ingår i släktet Souroubea och familjen Marcgraviaceae. Inga underarter finns listade i Catalogue of Life.